# Carsten Folke Møller
 Der er for få eller ingen kildehenvisninger i denne artikel, hvilket er et problem. Du kan hjælpe ved at angive troværdige kilder til de påstande, som fremføres i artiklen.

Carsten Folke Møller (født 27. februar 1974) er en dansk forfatter. 
Han debuterede i 1997 på Gyldendal og udgav en række sjove ungdomsbøger. Fra 2007 har han skrevet ungdomsbøger med mere alvorlige temaer. Eksistentiel ensomhed er et gennemgående tema i de senere ungdomsbøger, ligesom den afgrundsdybe afstand mellem voksnes og unges opfattelse af virkeligheden. Bøgerne anvendes i de ældste folkeskoleklasser og gymnasieskolernes danskundervisning og er meget læste på efterskoler.
I 2011 udkom hans første roman til en voksen målgruppe, "Åbne kort". Den fik bl.a. fire stjerner i Berlingske, der kaldte romanen "et godt billede af de unge voksnes virkelighed anno 2007" . 
I 2015 debuterede han som børnebogsforfatter med de første to bøger i Vogterne-serien, en gyser for børn i alderen 9-12 år. Bøgerne er gennemarbejdet med korte sætninger og lav lix, uden at gå på kompromis med spænding. Dansk Bibliotekscenter, der rådgiver skoler og biblioteker om læringsmaterialer, anbefaler serien som højtlæsning og selvlæsning til skolernes lavere klassetrin. Den syvende og foreløbig sidste bog i serien udkom i 2022. 
Carsten Folke Møller er født og opvokset på Fanø, hvor han også gik i folkeskole. I 1993 blev han student fra Esbjerg Statsskole, og året efter startede han på sin første bog – og på jurastudiet i Århus. Studiet forlod han dog hurtigt, og i 1997 startede han i stedet på Danmarks Journalisthøjskole i Århus. Han blev uddannet på Ritzaus Bureau og var færdig som journalist i 2001. Han arbejdede på TV 2 i 10 år fra 2001-2011, som han forlod for at kunne skrive bøger på fuld tid. Han bor nu i København sammen med sin kæreste, hendes to børn og en kat ved navn Angel.